# NGC 62
NGC 62 je spirální galaxie nacházející se v souhvězdí Velryby.